# Championnat des Bahamas de football 2015-2016
Navigation
Saison 2013-2014 Saison 2017-2018
La saison 2015-2016 du Championnat des Bahamas de football est la sixième édition de la BFA Senior League, le championnat de première division des Bahamas. Les huit formations engagées sont réunies au sein d'une poule unique où elles ne s'affrontent qu'une seule fois.
C'est le Bears Football Club qui remporte la compétition cette saison après avoir terminé en tête du classement final, avec trois points d'avance sur le tenant du titre, Western Warriors SC et quatre sur Super Stars FC. C’est le septième titre de champion des Bahamas de l'histoire du club.

## Les clubs participants
- Bears Football Club
- United FC
- Cavalier FC
- Breezes FC
- Super Stars FC
- Western Warriors SC
- Dynamos FC
- Future Stars

## Compétition
Le barème de points servant à établir le classement se décompose ainsi :
- Victoire : 3 points
- Match nul : 1 point
- Défaite : 0 point

### Classement
| Rang | Équipe                  | Pts | J | G | N | P | Bp | Bc | Diff |
| ---- | ----------------------- | --- | - | - | - | - | -- | -- | ---- |
| 1    | Bears Football Club     | 17  | 7 | 5 | 2 | 0 | 29 | 10 | +19  |
| 2    | Western Warriors SC'T'C | 14  | 7 | 4 | 2 | 1 | 27 | 7  | +20  |
| 3    | Super Stars FC          | 13  | 7 | 4 | 1 | 2 | 20 | 16 | +4   |
| 4    | Dynamos FC              | 12  | 7 | 3 | 3 | 1 | 11 | 9  | +2   |
| 5    | Future Stars            | 10  | 7 | 3 | 1 | 3 | 12 | 10 | +2   |
| 6    | United FC               | 9   | 7 | 3 | 0 | 4 | 14 | 16 | -2   |
| 7    | Breezes FC              | 4   | 7 | 1 | 1 | 5 | 17 | 18 | -1   |
| 8    | Cavalier FC             | 0   | 7 | 0 | 0 | 7 | 5  | 54 | -49  |

|  | Champion des Bahamas 2015-2016                            |
|  | T : Tenant du titre C : Vainqueur de la Coupe des Bahamas |

## Bilan de la saison
| Championnat des Bahamas de football 2015-2016 |                                |
| Champion                                      | Bears Football Club (7e titre) |
| Coupes et trophées                            |                                |
| Vainqueur de la Coupe des Bahamas 2015-2016   | Western Warriors SC            |
| Qualifications continentales                  |                                |
| CFU Club Championship 2017                    | Aucun                          |
| Promotions et relégations                     |                                |
| Promus en BFA Senior League                   | Aucun                          |
| Relégués                                      | Aucun                          |